# تاکویا هوندا
تاکویا هوندا (به انگلیسی: Takuya Honda) بازیکن فوتبال اهل ژاپن و عضو تیم ملی فوتبال ژاپن است که در تاریخ ۱۷ ژانویه ۲۰۱۱ میلادی اولین بازی ملی‌اش را انجام داد. او در ۲ بازی ملی حضور داشت و آخرین بازی ملی خود را در تاریخ ۲۵ ژانویه ۲۰۱۱ میلادی انجام داد. تاکویا هوندا در بازی‌های ملی‌اش
گلی به ثمر نرساند.